# František Veselý
Pour les articles homonymes, voir Veselý.
František Veselý, né le 7 décembre 1943 à Prague et mort le 30 octobre 2009, est un footballeur tchécoslovaque, 

## Biographie

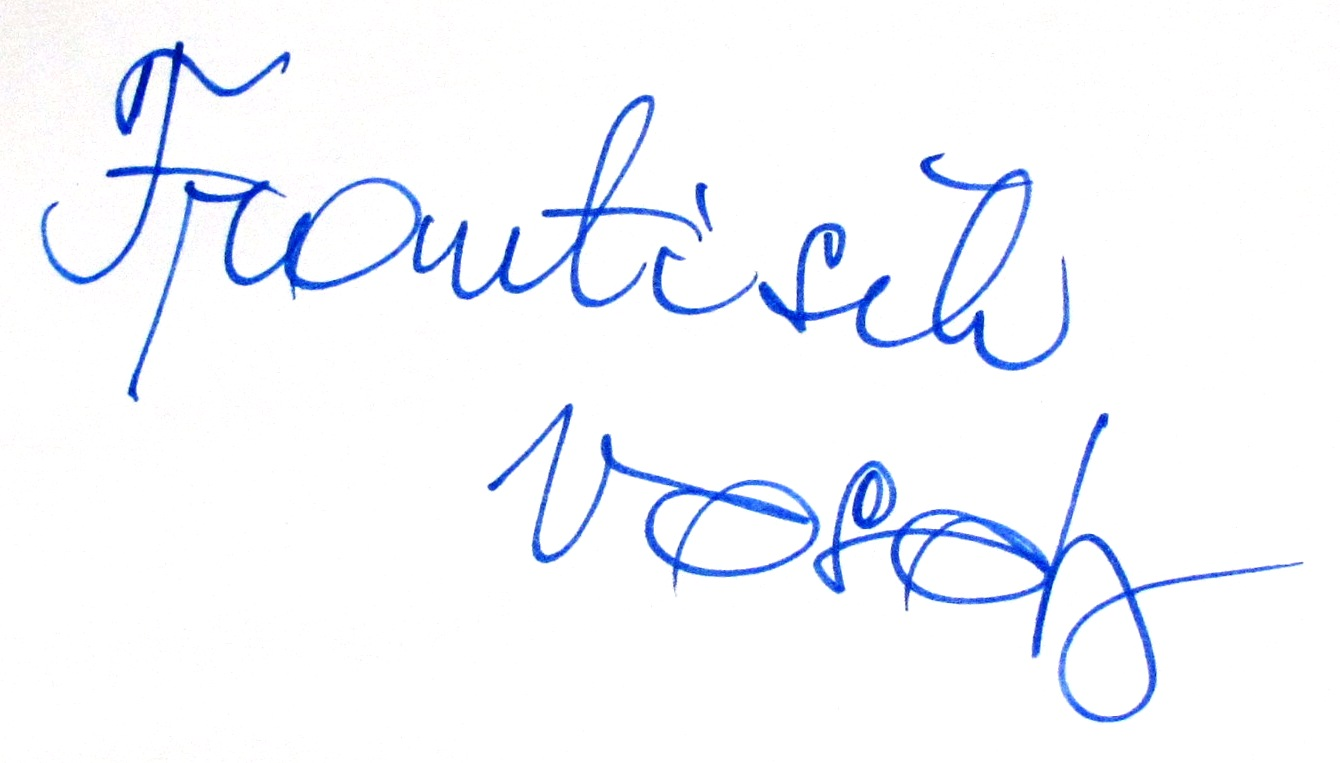
Autographe de František Veselý

En tant qu’attaquant, František Veselý fut international tchécoslovaque à 34 reprises (1965-1977) pour 3 buts.
Sa première sélection fut honorée le 19 septembre 1965 contre la Roumanie, qui se solda par une victoire 3 buts à 1 des Tchécoslovaques. 
Il participa à la Coupe du monde de football de 1970 au Mexique. La Tchécoslovaquie fut éliminée dès le premier tour avec trois défaites. Il fut titulaire contre le Brésil (1-4), remplaçant contre la Roumanie (1-2) et titulaire contre l’Angleterre (0-1). 
Il participa à l’Euro 1976. Il fut remplaçant en demi-finale contre les Pays-Bas. Il rentra dans les prolongations, remplaçant Jozef Móder. Les deux équipes étaient à égalité 1 but partout. À la 114e minute, la Tchécoslovaquie prit l’avantage, grâce à Zdeněk Nehoda, puis 4 minutes plus tard, František Veselý inscrit le troisième but qui assura la victoire de son équipe (3 à 1 score final). Il entra encore en jeu en prolongation lors la finale contre la RFA, mais n'eut pas la même réussite que lors du match précédent. Il fut cependant couronné du titre de champion d’Europe car son équipe réussit quand même à gagner cette finale aux tirs au but.
Sa dernière sélection fut honorée le 23 mars 1977, contre la Grèce, qui se solda par une victoire 4 buts à 0.
Il joua dans des clubs tchécoslovaques (Dukla Prague et SK Slavia Prague) et autrichiens (Rapid Vienne, SC Zwettl (de) et First Vienna FC). 
Il remporta avec le FC Marila Příbram, deux titres de champion de Tchécoslovaquie en 1963 et en 1964, ce qui constitue ses seuls titres en club.

## Clubs
- 1962-1964 :  Dukla Prague
- 1964-1980 :  SK Slavia Prague
- 1980-1981 :  Rapid Vienne
- 1981-1983 :  SC Zwettl (de)
- 1983-1984 :  First Vienna FC

## Palmarès
- Championnat de Tchécoslovaquie de football

- - Champion en 1963 et en 1964
- Coupe de Tchécoslovaquie de football
  - Finaliste en 1963 et en 1974
- Championnat d'Europe de football
  - Champion en 1976